# Sceaux, Hauts-de-Seine

Sceaux este o comună în departamentul Hauts-de-Seine, Franța. În 2009 avea o populație de 19,334 de locuitori.

## Personalități născute aici
- Alain Delon (n. 1935), actor.